# Sceliphron leptogaster
Sceliphron leptogaster là một loài côn trùng cánh màng trong họ Sphecidae, thuộc chi Sceliphron. Loài này được Cameron miêu tả khoa học đầu tiên năm 1905.